# Solebe
Solebe (Soleb) é um sítio da terceira catarata do Nilo da Núbia Superior, que foi escavada por um time da Universidade de Pisa entre 1957 e 1977. Consiste num templo de arenito edificado pelo faraó Amenófis III (r. 1390–1352 a.C.), restos da cidade que tornar-se-ia capital de Cuxe no fim da XVIII dinastia e cemitérios do Reino Novo (1550–1069 a.C.) e período meroítico (300 a.C.–350 d.C.).
O templo foi dedicado a Amom-Rá de Carnaque e Nebmaatra, senhor da Núbia (versão deificada de Amenófis). Nebmaatra aparece como um deus lunar antropomórfico usando os chifres de Amom, fazendo lhe uma versão local de Quespisiquis, filho de Amom-Rá e Mut. O templo serviu para instituir o Festival Sede e o ritual de "iluminação de dais", no qual Nebmaatra foi invocado para assegurar a aparição regular da lua cheia pela cura do olho de Hórus.
Várias lendas descreram o "olho" como tendo fugido à Núbia, onde tomou a forma de uma leoa. Desse modo, o par de leões de granito vermelho (Leões Prudhoe) inscritos com o nome de Amenófis, originalmente instalados no templo (e depois levados para Jebel Barcal) e agora no Museu Britânico de Londres, podiam representar a deusa leoa da lua cheia, Téfnis-Meite.